# 3D planetárium
3D planetárium je zařízení, která na rozdíl od běžného planetária umožňuje trojrozměrné projekce na kulovou plochu (tzv. full dome projections). Tím se odlišuje od klasických 3D projekcí, kdy je obraz promítán na vertikálně umístěné plátno před diváky. Obraz je vysílán zpravidla čtyřmi projektory s vysokým rozlišením, a to ve variantách pro pravé a levé oko. Použitím speciálních 3D brýlí dojde k propojení výsledného obrazu v mozku diváka a k vytvoření iluze trojrozměrnosti promítaných objektů.
První 3D planetárium v České republice bylo otevřeno 4. listopadu 2013 v areálu plzeňského science centra Techmania. Jeho vnější průměr je 17,6 m, projekční plocha má průměr 14 metrů. Promítá se zde technologií Sky-Skan definity.
29. března 2014 se v libereckém science centru iQLANDIA otevřelo druhé 3D planetárium v České republice s kupolí o průměru devíti metrů.